# Tukad Sungi
Tukad Sungi är ett vattendrag i Indonesien.   Det ligger i provinsen Provinsi Bali, i den sydvästra delen av landet, 900 km öster om huvudstaden Jakarta. Tukad Sungi ligger på ön Bali.